# Migratiestop
Een migratiestop of immigratiestop is het tijdelijk of langdurig beperken van de binnenkomst van personen met een andere nationaliteit in een land om zich daar voor kortere of langere tijd te vestigen, immigratie genoemd. De beperking kan betrekking hebben op alle personen met een andere nationaliteit die uit het buitenland een land binnen willen komen, of op een nader omschreven categorie personen, bijvoorbeeld personen afkomstig uit een bepaalde regio, met een bepaalde reden om weg te trekken, of met een hoog of laag opleidingsniveau.
Het streven naar, of instellen van een migratiestop kan verschillende achtergronden hebben. Het kan gaan om een sceptische kijk van mensen die in een bepaald land wonen of werken op de motieven van nieuwkomers of om vrees voor etnische problemen of integratiekosten. 
Sociale en culturele integratie blijkt soms moeilijker dan verwacht en gettovorming en isolatie van etnische groepen, bijvoorbeeld in de Amsterdamse Bijlmermeer of de Franse banlieues, leidt vaak tot onderling wantrouwen en een vicieuze cirkel van sociaal-economische achterstand. Dat kan tot  protesten, onlusten en rellen voeren, zoals in 2005 de protesten in Parijs.
Een migratiestop werd tijdelijk ingevoerd in de Verenigde Staten, en ook in België, sinds de jaren zeventig. In 2018 werd in België het instellen van een quotum voor vluchtelingen echter door de rechter ongeldig geacht.

## Onderzoek over effectiviteit
De hoeveelheid migratie is vooral afhankelijk van de economische conjunctuur en van het uitbreken van oorlog, gewapende opstand en bendegeweld. Er is meer immigratie als er veel openstaande vacatures zijn in een land en er komen meer vluchtelingen als in een regio gewelddadige conflicten uitbreken met een langere duur.
Een hoge mate van immigratiebeperking is onmogelijk  zonder ernstige inbreuken te maken op internationaal recht.
Alleen politiestaten als Saoedi-Arabië kunnen migratie grotendeels, maar zelfs dan nog niet volledig, beheersen. Ook het open karakter van Westerse samenlevingen en economieën, met een vraag naar arbeidskrachten en kennis die het nationale aanbod (ver) overstijgt, voert ertoe dat een immigratiestop niet doorgevoerd kan worden zonder wezenlijke schade aan economische deelgebieden als bijvoorbeeld ITC of ouderenzorg. 
Verder heeft restrictief immigratiebeleid bovendien diverse schadelijke, ‘perverse’ effecten, zoals de toename van niet-geregistreerde (‘illegale’) migratie, criminele activiteiten, mensonterende toestanden rond mensensmokkel en juist een
mindere greep op selectie van immigratie. Het juridisch sterk inperken van arbeidsimmigratie, met de neiging circulaire (seizoens) migratiepatronen te doorbreken, zette mensen er in het verleden paradoxaal genoeg juist toe aan om zich permanent in het andere land te vestigen.
Uit onderzoek van socioloog en migratie-expert Hein de Haas is gebleken dat strenge beperking van arbeidsmigratie mensen ertoe aanmoedigt zich vast te klampen aan eenmaal verworven rechten in de vorm van verblijfstitels via bijvoorbeeld gezinsmigratie. Onder Marokkaanse migranten in Europa heeft het restrictief immigratiebeleid bijvoorbeeld niet zozeer geleid tot de beoogde afname van immigratie of tot retourmigratie, maar tot een versterkte neiging zich permanent in Europa te vestigen. Dit vermindert tevens de potentiële bijdrage van migratie aan de economiche ontwikkeling van herkomstlanden.

### Mogelijke alternatieven
Volgens Hein de Haas zou door de grenzen grotendeels open te zetten voor vraaggestuurde arbeidsmigratie, het positieve ontwikkelingspotentieel van migratie voor zowel de zendende als de ontvangende samenlevingen worden gemaximaliseerd. Het doelgericht toelaten van immigranten vergroot de mogelijkheid immigranten te selecteren op bijvoorbeeld opleidingsachtergrond. Verdergaande criminalisering van migratie wordt zodoende tegengegaan en circulaire migratie gestimuleerd. Migranten worden zichtbaarder, mensensmokkel wordt teruggedrongen.